# Tubarão-martelo-recortado
O tubarão-martelo-recortado ou cação-martelo-recortado (nome científico: Sphyrna lewini) é uma espécie de tubarão-martelo da família dos esfirnídeos (Sphyrnidae). Era originalmente conhecido como Zygaena lewini. A palavra grega sphyrna se traduz em "martelo" em português, referindo-se ao formato da cabeça desse tubarão, que é sua característica mais marcante. Vive principalmente em águas costeiras quentes, temperadas e tropicais em todo o mundo entre as latitudes 46°N e 36°S, até uma profundidade de 500 metros (1 600 pés).

## Etimologia
O nome vernáculo cação provavelmente foi construído com a aglutinação do verbo caçar e o sufixo -ão de agente. Foi registrado pela primeira vez no século XIII como caçon, e depois em 1376 como caçom e 1440 como caçõoes. Tubarão, por sua vez, tem origem obscura, mas pode derivar de alguma das línguas nativas do Caribe. Seu registro mais antigo ocorre em 1500, como tubaram, na Carta de Pero Vaz de Caminha, e então como tuberão, em 1721.

## Taxonomia
O tubarão-martelo foi primeiro chamado Zena lewiniyga e depois renomeado Sphyrna lewini por Edward Griffith e Hamilton Smith em 1834. Também foi nomeado Cestración leeuwenii por Day em 1865, Zygaena erythraea por Klunzinger em 1871, Cestracion oceanica por Garman em 1913, e Sphyrna diplana por Springer em 1941. Sphyrna vem do grego e se traduz em martelo. É uma espécie irmã de Sphyrna gilberti, diferindo pelo número de vértebras. Embora uma vez considerada uma espécie distinta, McEachran e Serret sinonimizaram Sphyrna couardi com Sphyrna lewini em 1986. Esses tubarões são classificados como tubarões base na ordem Carcharhiniformes.

## Descrição
O tubarão-martelo-recortado é facilmente distinguido de outros tubarões-martelo pelo recorte central na margem anterior da cabeça. Há também duas reentrâncias em cada lado da reentrância central, o que dá a aparência "recortada". Têm uma primeira nadadeira dorsal muito grande que é ligeiramente curvada e uma segunda nadadeira dorsal menor. É marrom-acinzentado a bronze ou oliva no topo do corpo, com um lado amarelo pálido ou branco. Os tubarões-martelo-recortado jovens têm pontas peitorais, caudal inferior e segunda barbatana dorsal escuras, enquanto os adultos têm pontas de barbatana peitoral escuras sem outras marcas distintivas.
Normalmente, os machos medem de 1,5 a 1,8 metro (4,9 a 5,9 pés) e pesam cerca de 29 quilos (64 libras) quando atingem a maturidade sexual, enquanto as fêmeas maiores medem 2,5 metros (8,2 pés) e pesam cerca de 36,2 quilos (80 libras) em maturidade sexual. O comprimento máximo é de 4,3 metros (14 pés) e o peso máximo é de 152,4 quilos (336 libras), segundo a FishBase. Uma fêmea capturada em Miami media 3,26 metros (10,7 pés) e pesava 200 quilos (440 libras), embora estivesse grávida na época. As fêmeas migram ao mar num tamanho menor do que os machos porque as classes maiores do tubarão-martelo, como aquelas de 100 a 140 centímetros de comprimento, viajam mais fundo. A maturidade sexual geralmente ocorre quando atinge 240 centímetros no total ou mais. Fisicamente, fêmeas maduras têm úteros consideravelmente mais largos do que suas contrapartes maduras. A falta de cicatrizes de acasalamento foi encontrada em fêmeas maduras. A proporção macho-fêmea é de 1:1,29 e as fêmeas provavelmente são capazes de dar à luz anualmente.
Esse tubarão tem taxa metabólica muito alta, que rege o comportamento na aquisição de alimentos. Ocupa níveis tróficos terciários e como muitas outras espécies, usa a costa como local de reprodução. Também é conhecido por seu cérebro grande e complexo, com altos níveis de capacidades cognitivas, inteligência social, funções sensório-motoras, migrações intrincadas, relações complexas de habitat e captura atlética de presas. Sua inteligência social é especialmente importante para seu comportamento agregativo, permitindo que a espécie se reproduza com os membros mais aptos e prolifere a espécie mais facilmente. A dentição desses tubarões consistirá em dentes pequenos, estreitos e triangulares com bordas lisas. Os dentes da mandíbula superior serão eretos e os dentes da mandíbula inferior serão mais eretos do que os dentes da mandíbula superior.

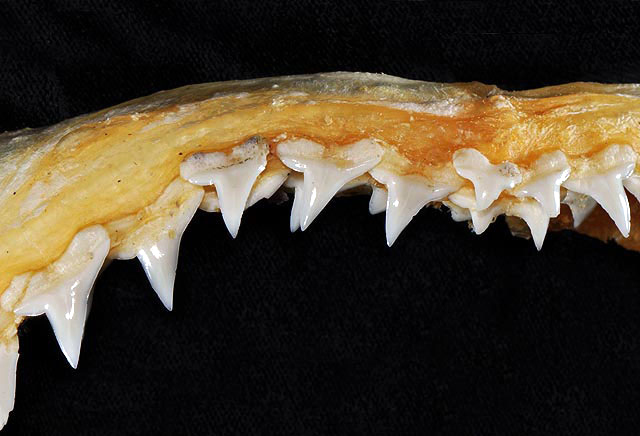
Dentes superiores
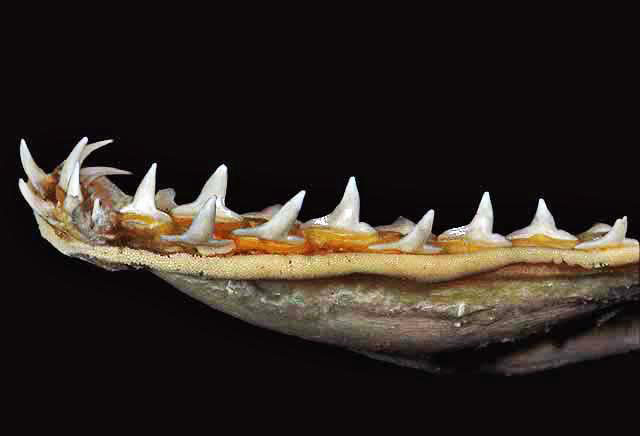
Dentes inferiores
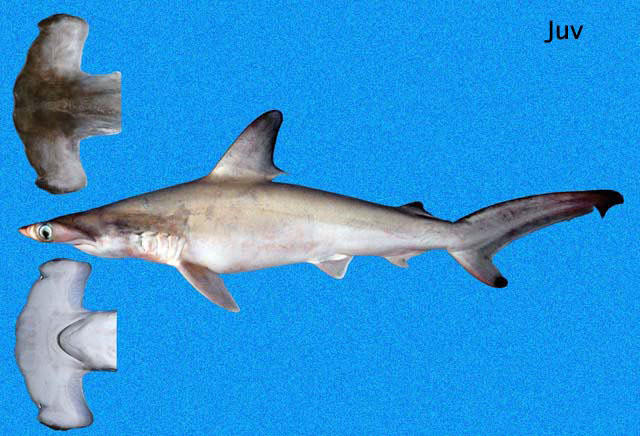
Juvenil
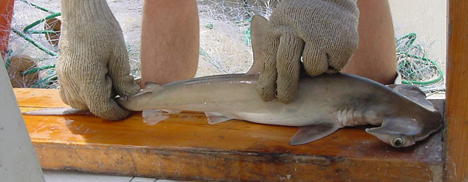
Juvenil

## Distribuição e habitat
O tubarão-martelo-recortado é uma espécie pelágica costeira; é circunglobal e ocorre em plataformas continentais e insulares e próximos às profundezas em águas temperadas e tropicais quentes em todo o mundo (46°N a 36°S). Ele pode ser encontrado em profundidades acima de 500 metros (1 600 pés), mas é mais frequentemente encontrado acima de 25 metros (82 pés). No oeste do Oceano Atlântico, ocorre em Nova Jérsei (Estados Unidos), Golfo do México, Mar do Caribe e ao sul do Brasil; e no Atlântico leste, do Mar Mediterrâneo à Namíbia. A distribuição no Indo-Pacífico inclui da África do Sul e do Mar Vermelho. Em todo o Oceano Índico, do Japão até a Nova Caledônia, no Havaí e no Taiti, ao largo das costas do sul da Califórnia até o Equador e talvez ao sul do Peru. É encontrado também no leste do Oceano Pacífico e na costa noroeste da Austrália Ocidental.
Durante o dia, são mais frequentemente encontrados perto da costa e, à noite, caçam mais longe da costa. Os adultos são encontrados sozinhos, em pares ou em cardumes pequenos, enquanto os tubarões jovens ocorrem em cardumes maiores. Juvenis e filhotes prosperam em águas costeiras rasas, como baías e manguezais, que fornecem abrigo contra predadores e águas ricas em nutrientes de sedimentos depositados. Pesquisa realizada pela organização não-governamental Misión Tiburón, utilizando métodos convencionais e acústicos de marcação de tubarões, constatou que os tubarão-martelo-recortados adultos migram das águas pelágicas que cercam a ilha Cocos aos manguezais do fiorde tropical de Golfo Dulce - um fiorde tropical na costa do Pacífico da Costa Rica.

## Ecologia

### Convivência e navegação

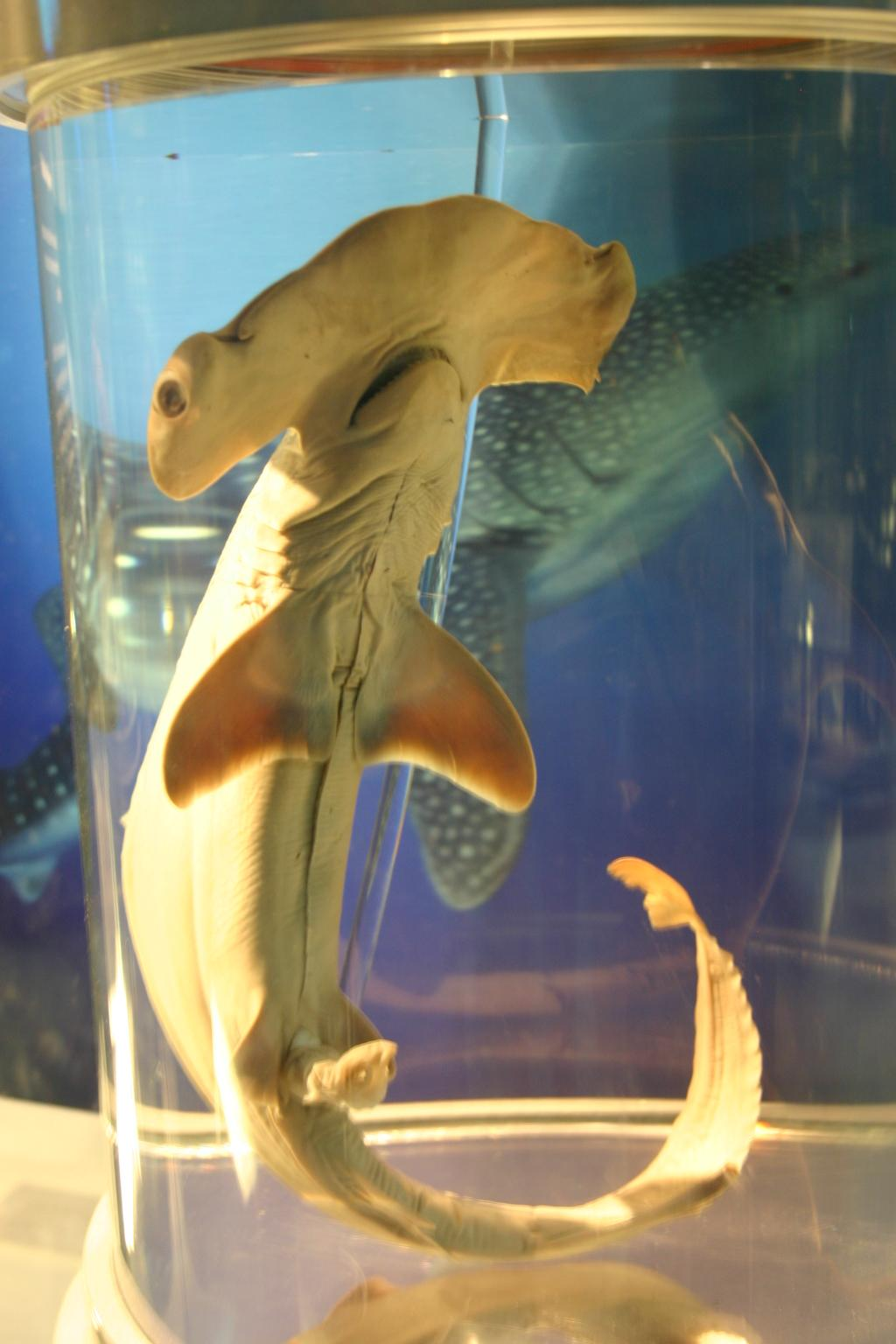
Espécime preservado no Instituto Smithsonian

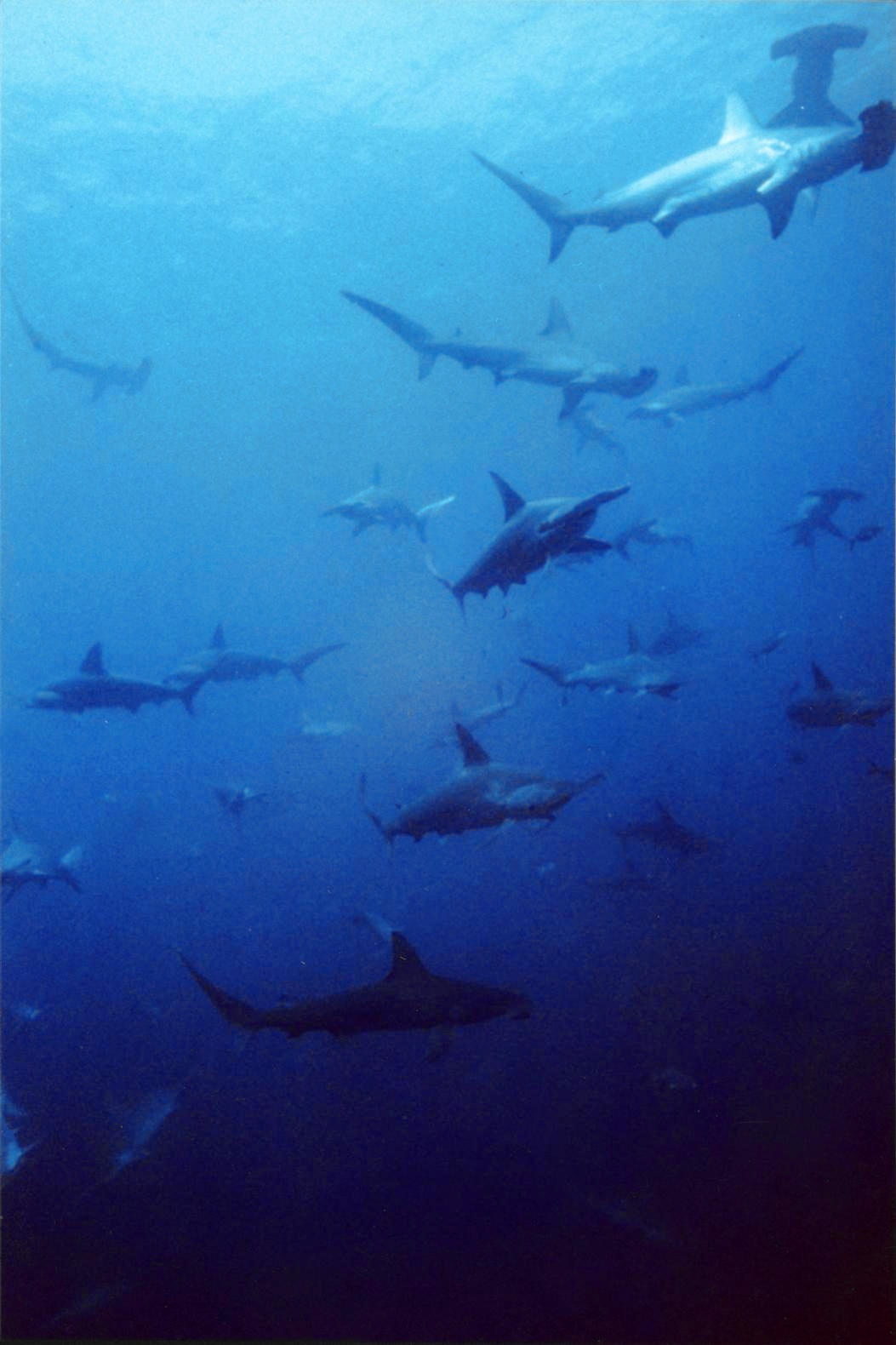
Cardume de tubarões-martelo-recortados

O tubarão-martelo-recortado possui hábitos reclusos e é comumente encontrado nadando solitário. No entanto, grandes grupos desse animal já foram observados em montanhas marinhas, onde os machos desta espécie costumam realizar um tipo de dança do acasalamento, junto a fêmea, localizando-se no centro do círculo. Ele tem comportamento teleguiado ao navegar no oceano. Se movem durante a noite e usam o ambiente como mapa, semelhante a um humano lendo um mapa topográfico. Pela experimentação em marcar esses tubarões, pode-se testar qualquer orientação no movimento de um tubarão. Usa águas profundas para sobreviver como segurança e alimentação. Embora tenham altas taxas metabólicas, tendem a ser sedentários e permitem que as correntes os carreguem enquanto nadam. Como resultado, isso faz com que sejam seletivos onde nadam e a profundidade em que tendem a permanecer. Também fazem uso do campo magnético da Terra.

### Alimentação
O tubarão-martelo-recortado é um predador generalista oportunista, comendo o que estiver disponível e abundante em sua área. Não há diferença no que os tubarões machos e fêmeas comem, mas os tubarões maiores comem presas maiores do que os tubarões-martelo juvenis menores. Os juvenis normalmente se alimentam de peixes costeiros, enquanto os adultos se alimentam de peixes costeiros, bem como de organismos maiores que vivem em águas mais profundas. Come principalmente peixes, como sardinha, cavalinha e arenque, e ocasionalmente se alimenta de cefalópodes, como lulas e polvos. Espécimes maiores também podem se alimentar de espécies menores de tubarões, como o tubarão-de-pontas-negras-do-recife (Carcharhinus melanopterus). Ele tem várias vantagens para capturar suas presas. O formato de sua cabeça permite que se enterre no fundo do mar e prenda as arraias. A cabeça larga e as células sensoriais especiais permitem que detecte peixes com sucesso.

### Predadores
Os tubarões maiores atacam os tubarões-martelo-recortados pequenos ou feridos, enquanto não há grandes predadores dos adultos dessa espécie. Os tubarões-martelo-recortados visitam frequentemente as estações de limpeza, permitindo que os agentes de limpeza removam os parasitas da pele e do interior da boca. Sanguessugas (Stilarobdella macrotheca) e copépodes (Alebion carchariae, A. elegans, Nesippus crypturus, Kroyerina escotterum) frequentemente os parasitam.

### Reprodução
Tal como acontece com todos os tubarões-martelo, é vivíparo com os ovos eclodindo no interior do corpo e a nutrição proporcionada por uma placenta de saco vitelino. Esta placenta também transporta oxigênio ao embrião e remove os resíduos. Após um período de gestação de 9 a 10 meses, os tubarões-martelo-recortados aproximam-se das águas rasas para dar à luz, durante os meses de verão. Grandes ninhadas nascem, variando de 12 a 41 filhotes. Filhotes medem aproximadamente 38–45 centímetros de comprimento. e isso provavelmente se deve à alta mortalidade infantil. Como a maioria dos tubarões, o cuidado parental não é observado. Os berçários para esta espécie são previsíveis e repetidos ao longo dos anos, e são fiéis aos seus locais de nascimento. Seus locais de nascimento ainda causam alta mortalidade infantil; a falta de recursos impede que todos os jovens sobrevivam. Como resultado, apenas os mais aptos crescem até a maturidade. Além disso, se uma população se esgotar, ela se recupera por meio da reprodução e não da imigração. Esta espécie não parece atacar outros indivíduos mesmo em períodos de fome. Além disso, os tubarões-martelo-recortados têm comportamentos migratórios. Como resultado, a privação resulta da migração e do crescimento jovem. Embora o tubarão-martelo-recortado de Taiuã pareça ter uma taxa de maturidade mais precoce, ainda é relatado que demora a amadurecer.

## Relação com os seres humanos
Tubarões-martelo são considerados tubarões potencialmente perigosos. De acordo com o Arquivo Internacional de Ataque de Tubarões, houve 21 ataques não provocados com dois deles resultando em fatalidades para todas as espécies do gênero Sphyrna. Foi relatado que os tubarões-martelos-recortados exibem postura ameaçadora quando abordados de perto por mergulhadores em algumas ocasiões, enquanto outras vezes não mostram comportamentos agressivos. O tubarão-martelo-recortado é pescado tanto como por esporte como para uso comercial. É facilmente acessível para pescadores costeiros, bem como para operações comerciais offshore. Pode ser apanhado em espinhéis, redes de fundo e redes de arrasto. Embora a carne seja vendida fresca, seca, defumada e congelada, esta espécie também é altamente procurada pelas suas barbatanas e peles. O restante do tubarão é usado para vitaminas e farinha de peixe. Filhotes residem em áreas costeiras de reprodução, tornando-os bastante vulneráveis a pressões de pesca.

### Conservação

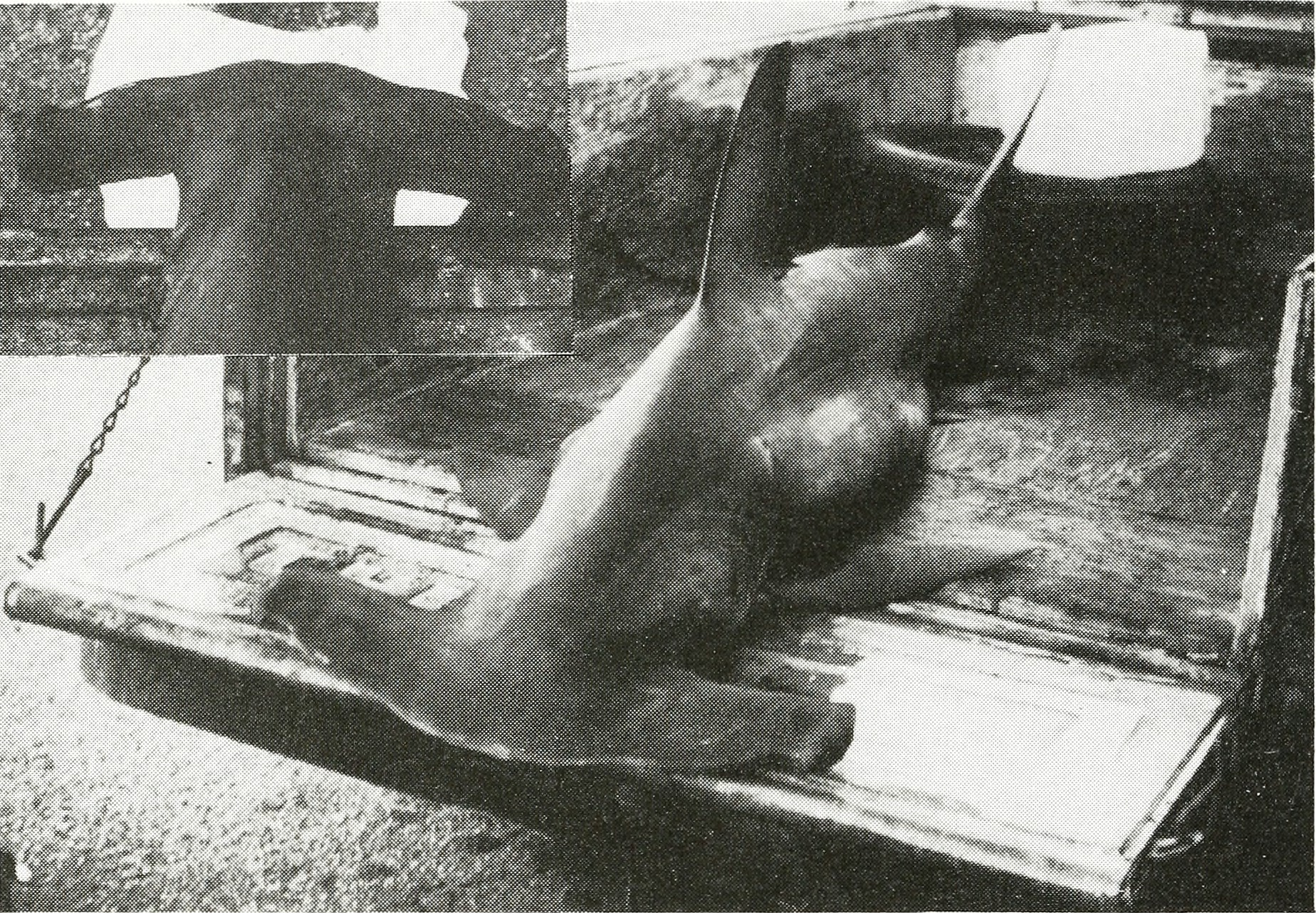
Tubarão-martelo-recortado capturado em caça esportiva na Califórnia

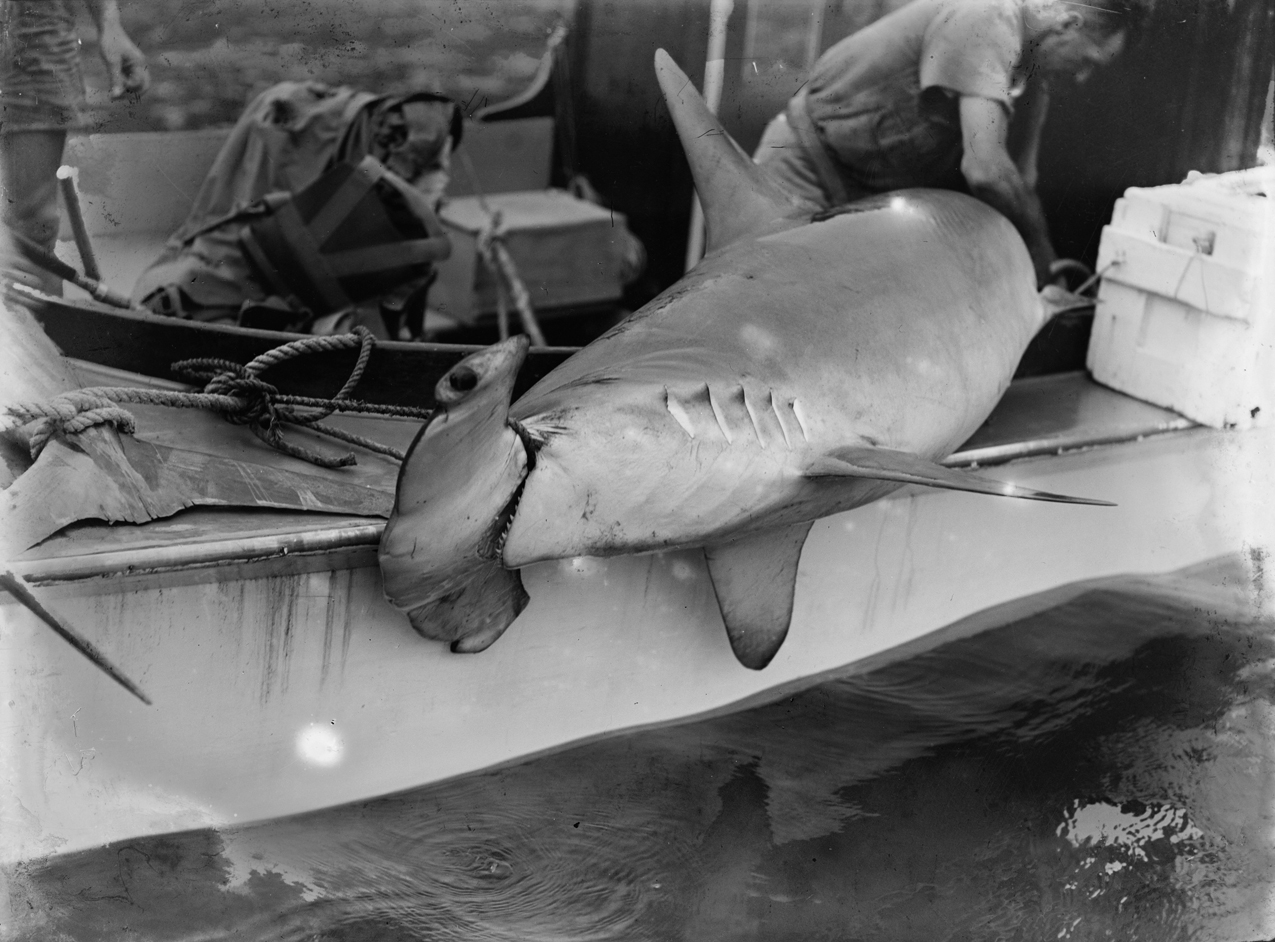
Espécime preso num barco

O tubarão-martelo-recortado foi a primeira espécie de tubarão a ser protegida pela Lei de Espécies Ameaçadas dos Estados Unidos. Nos Estados Unidos, os tubarões-martelo são agrupados com grandes espécies costeiras, um grupo que os biólogos consideram mais vulnerável à pesca excessiva. A mortalidade é provavelmente significativa, embora haja poucos dados disponíveis sobre as populações e o impacto da pesca. Diferentes espécies de tubarões-martelo são por vezes difíceis de identificar em pescarias em alto-mar, onde os observadores muitas vezes não estão presentes, resultando em dados de captura acidental insuficientes. Ao largo da costa norte da Austrália, onde a pesca é bem gerida, o tubarão-martelo-recortado é abundante. Está listado no apêndice II da Convenção sobre o Comércio Internacional das Espécies Silvestres Ameaçadas de Extinção (CITES). No Brasil, em especial, a espécie está registrada em várias listas de conservação: em 2007, foi classificado como vulnerável na Lista de espécies de flora e fauna ameaçadas de extinção do Estado do Pará; em 2011, como em perigo na Lista das Espécies da Fauna Ameaçada de Extinção em Santa Catarina; em 2014, como criticamente em perigo na Lista das Espécies da Fauna Ameaçadas de Extinção no Rio Grande do Sul; em 2017, como criticamente em perigo na Lista Oficial das Espécies da Fauna Ameaçadas de Extinção do Estado da Bahia; em 2018, como criticamente em perigo no Livro Vermelho da Fauna Brasileira Ameaçada de Extinção do Instituto Chico Mendes de Conservação da Biodiversidade (ICMBio); e como criticamente em perigo no anexo três (peixes) da Lista Oficial da Fauna Brasileira Ameaçada de Extinção da Portaria MMA Nº 148, de 7 de junho de 2022.
A partir de 2021, o tubarão-martelo-recortado foi classificado como criticamente ameaçado pela Lista Vermelha da União Internacional para Conservação da Natureza (UICN / IUCN). A IUCN cita a sobrepesca como principal causa da queda nos números da população. Esses tubarões são de crescimento lento, maturidade tardia e baixa fecundidade, o que os torna muito vulneráveis à pesca. São capturados em excesso por seus tamanhos grandes e barbatanas que têm 'alto teor de agulhas de barbatana;' suas nadadeiras são vendidas por US$ 100–120 o quilo. Muitos esforços de conservação foram feitos para protegê-lo, como o uso de informações genéticas de nadadeiras compradas em um mercado de Honcongue para identificar onde os tubarões-martelo-recortados estão sendo capturados e rastrear seus níveis de exploração. Outro esforço importante foi proteger seus viveiros. Eles retornam ao seu local de nascimento para ter seus próprios filhotes; os filhotes passarão seus primeiros anos de vida nessas áreas costeiras de berçário, onde estarão a salvo de predadores e terão menos competição para se alimentar antes de se aventurarem no oceano aberto. Proibições de pesca foram colocadas em algumas dessas áreas, como na Península de Iucatã Ocidental, durante as estações de reprodução para proteger os filhotes.
Em muitas áreas, as autoridades implementaram regulamentos de gestão em embarcações de pesca. Fizeram um regulamento que proíbe levar os tubarões a bordo para transbordar, vender ou armazenar para venda futura. Isso não apenas protege o tubarão-martelo-recortado, mas também toda a ordem dos carcarriniformes. Os tubarões-martelo não são apenas capturados intencionalmente, mas também não intencionalmente em palangres e redes. A captura acidental também reduziu bastante essas espécies porque frequentemente migram em grandes grupos. Isso permite que a pesca capture muitos tubarões de uma só vez. A taxa de mortalidade dos tubarões capturados é quase sempre de 90% dos indivíduos. Embora seja difícil evitar que esses tubarões mordam a isca ou entrem na rede, existem dispositivos implementados para reduzir a captura acidental. Ao longo do Atlântico Oriental, regulamentos foram implementados para controlar a superexploração. A equipe nesta área concluiu que esta espécie está em alto risco de extinção agora e no futuro. É essencial entender os padrões de movimento desses tubarões para poder colocar esforços efetivos de conservação e manejo.
Reservas marinhas foram implementadas em muitas áreas para permitir que os tubarões se recuperem. É muito importante colocar essas reservas sobre áreas que os tubarões usam como criadouros e berçários, para que tenham onde criar seus filhotes. Também é benéfico colocar as reservas marinhas em áreas onde são valorizadas como recurso não consumível através do turismo de mergulho com tubarões. Em partes do Oceano Atlântico, suas populações diminuíram mais de 95% nos últimos 30 anos. Entre os motivos dessa queda estão a sobrepesca e o aumento da demanda por barbatanas de tubarão. Os pesquisadores atribuem esse crescimento da demanda ao aumento das barbatanas de tubarão como iguaria cara (como na sopa de barbatanas de tubarão) e, em 2008, pediram a proibição do finning, prática em que as barbatanas do tubarão são cortadas e o resto do animal é jogado de volta na água para morrer. Os tubarões-martelo estão entre os tubarões mais comumente capturados para finning. "Essa tendência da espécie a se agregar em grandes grupos torna a captura em grandes números em palangres, redes de fundo e redes de arrasto ainda mais fácil." Os tubarões-martelo são pescados em excesso em todo o mundo por suas barbatanas e óleo de fígado. Em 2020, estimou-se que 1,3 a 2,7 milhões de barbatanas sejam coletadas a cada ano de tubarões-martelo-lisos (Sphyrna zygaena) e tubarões-martelo-recortados para o comércio de barbatanas de tubarão. De acordo com um estudo de janeiro de 2021 na Nature que estudou 31 espécies de tubarões e raias, o número dessas espécies encontradas em oceanos abertos caiu 71% em cerca de 50 anos. O tubarão-martelo-recortado foi incluído no estudo.
1. ↑  «More oceanic sharks added to the IUCN Red List» (Nota de imprensa). IUCN. 22 de fevereiro de 2007. Consultado em 21 de abril de 2023. Cópia arquivada em 6 de julho de 2008. The status of scalloped hammerhead shark was heightened from Near Threatened to Endangered.
2. 1 2  Rigby, C. L.; Dulvy, N. K.; Barreto, R.; Carlson, J.; Fernando, D.; Fordham, S.; Francis, M. P.; Herman, K.; Jabado, R. W.; Liu, K. M.; Marshall, A.; Pacoureau, N.; Romanov, E.; Sherley, R. B.; Winker, H. (2019). «Sphyrna lewini». Lista Vermelha de Espécies Ameaçadas. 2019: e.T39385A2918526. Consultado em 21 de abril de 2023
3. ↑  Gastal, Eduardo Rufino de Senna. «Sphyrna lewini (tubarão-martelo-recortado)». Fauna Digital do Rio Grande do Sul. Universidade Federal do Rio Grande do Sul; Bird and Mammal - Evolution, Systematics and Ecology Lab. Consultado em 21 de abril de 2023. Cópia arquivada em 9 de outubro de 2022
4. ↑  Vooren, Carolus Maria; Klippel, Sandro (2005). «Ações para a conservação de tubarões e raias no sul do Brasil». Porto Alegre: Igaré: 201. 262 páginas. ISBN 85-99751-01-8. Consultado em 21 de abril de 2023
5. ↑  Grande Dicionário Houaiss, verbete cação
6. ↑  Grande Dicionário Houaiss, verbete tubarão
7. 1 2 3 4 5 6 7 8 9 10 11  Bester, Cathleen. «Greek Translation». Departamento de Ictiologia do Museu de História Natural da Flórida. Consultado em 21 de abril de 2023. Cópia arquivada em 7 de abril de 2023
8. ↑  Roberts, Mark A.; Ulrich, Glenn F.; Grady, James M.; Driggers, William B. Iii; Quattro, Joseph M. (26 de agosto de 2013). «Sphyrna gilberti sp. nov., a new hammerhead shark (Carcharhiniformes, Sphyrnidae) from the western Atlantic Ocean». Zootaxa (em inglês). 3702 (2): 159–178. ISSN 1175-5334. doi:10.11646/zootaxa.3702.2.5. Consultado em 21 de abril de 2023. Cópia arquivada em 31 de janeiro de 2022
9. ↑  «Hammerhead Taxonomy». Biology of Sharks and Rays. Consultado em 21 de abril de 2023. Cópia arquivada em 18 de abril de 2023
10. 1 2 3 4  Miller, Margaret (março de 2013). «Status Review Report: Scalloped Hammerhead Shark (Sphyrna lewini)» (PDF). Consultado em 21 de abril de 2023. Cópia arquivada (PDF) em 7 de abril de 2023
11. 1 2  «Scalloped hammerhead sharks – Facts and Conservation». Fundação Santuário Marinho Nacional. Consultado em 21 de abril de 2023. Cópia arquivada em 7 de abril de 2023
12. 1 2  «Sphyrna lewini (Griffith & Smith, 1834) Scalloped hammerhead». FishBase. Consultado em 21 de abril de 2023. Cópia arquivada em 18 de abril de 2023
13. ↑  Castro, José I. (2011). The Sharks of North America. Oxford: Imprensa da Universidade de Oxford. ISBN 978-0-19-539294-4. Consultado em 21 de abril de 2023
14. ↑  Klimley, A. Pete (1 de janeiro de 1987). «The determinants of sexual segregation in the scalloped hammerhead shark, Sphyrna lewini». Environmental Biology of Fishes. 18: 27–40. doi:10.1007/BF00002325. Consultado em 21 de abril de 2023
15. ↑  Hazin, Fabio; Fischer, Alessandra; Broadhurst, Matt (1 de junho de 2001). «Aspects of Reproductive Biology of the Scalloped Hammerhead Shark, Sphyrna lewini, off Northeastern Brazil». Environmental Biology of Fishes. 61 (2): 151–159. doi:10.1023/A:1011040716421. Consultado em 21 de abril de 2023
16. ↑  Seraphin, Kanesa Duncan (1 de agosto de 2006). «Estimation of daily energetic requirements in young scalloped hammerhead sharks, Sphyrna lewini». Environmental Biology of Fishes. 76 (2–4): 139–149. doi:10.1007/s10641-006-9016-5. Consultado em 21 de abril de 2023
17. ↑  Gallagher, Austin J.; Hammerschlag, Neil; Shiffman, David S.; Giery, Sean T. (27 de maio de 2014). «Evolved for Extinction: The Cost and Conservation Implications of Specialization in Hammerhead Sharks». BioScience. 64 (7): 619–624. ISSN 0006-3568. doi:10.1093/biosci/biu071. Consultado em 21 de abril de 2023
18. ↑  «Hammerhead Shark – Mision Tiburon». misiontiburon.org. Consultado em 21 de abril de 2023. Arquivado do original em 3 de julho de 2016
19. ↑  «The sensational world of sharks and rays» (em inglês). BBC. 6 de maio de 2015. Consultado em 21 de abril de 2023
20. ↑  Klimley, A. P. (1993). «Highly directional swimming by scalloped hammerhead sharks, Sphyrna lewini, and subsurface irradiance, temperature, bathymetry, and geomagnetic field». Marine Biology. 117: 1–22. doi:10.1007/BF00346421. Consultado em 21 de abril de 2023
21. ↑  Jorgensen, S. J.; Klimley, A. P.; Muhlia-Melo, A. F. (2009). «Scalloped hammerhead shark Sphyrna lewini, uses deep-water, hypoxic zone in the Gulf of California». Journal of Fish Biology. 74 (7): 1682–1687. PMID 20735666. doi:10.1111/j.1095-8649.2009.02230.x. Consultado em 21 de abril de 2023
22. ↑  «Fact Sheet: Scalloped Hammerhead Shark». SharkInfo. Consultado em 21 de abril de 2023. Cópia arquivada em 9 de abril de 2023
23. ↑  Torres-Rojas, Yassir; Hernandez-Herrera, Agustin; Galvan-Magaña, Felipe. «Feeding habits of the scalloped hammerhead shark, Sphyrna lewini, in Mazatlán waters, southern Gulf of California, Mexico». Cybium. 30: 85–90. Consultado em 21 de abril de 2023
24. 1 2  «Smooth Hammerhead Shark». Oceana (em inglês). Consultado em 21 de abril de 2023. Cópia arquivada em 13 de abril de 2023
25. ↑  Branstetter, Steven (1 de julho de 1987). «Age, growth and reproductive biology of the silky shark, Carcharhinus falciformis, and the scalloped hammerhead, Sphyrna lewini, from the northwestern Gulf of Mexico». Environmental Biology of Fishes. 19 (3): 161–173. doi:10.1007/BF00005346. Consultado em 21 de abril de 2023
26. ↑  Seraphin, Kanesa Duncan; Martin, A. P.; Bowen, B. W.; De Couet, H. G. (2006). «Global phylogeography of the scalloped hammerhead shark (Sphyrna lewini)». Molecular Ecology. 15 (8): 2239–2251. PMID 16780437. doi:10.1111/j.1365-294X.2006.02933.x. Consultado em 21 de abril de 2023
27. ↑  Chen, CT; Leu, T. C.; Joung, S. J.; Lo, N. C. H. (1990). «Age and growth of the scalloped hammerhead, Sphyrna lewini, in northeastern Taiwan waters». Pacific Science. 44 (2): 156–170. hdl:10125/1267. Consultado em 21 de abril de 2023. Cópia arquivada em 27 de janeiro de 2023
28. ↑  «Global Shark Atack File». www.sharkattackfile.net. Consultado em 21 de abril de 2023
29. 1 2 3  Wells, R. J. David; TinHan, Thomas C.; Dance, Michael A.; Drymon, J. Marcus; Falterman, Brett; Ajemian, Matthew J.; Stunz, Gregory W.; Mohan, John A.; Hoffmayer, Eric R.; Driggers, William B.; McKinney, Jennifer A. (2018). «Movement, Behavior, and Habitat Use of a Marine Apex Predator, the Scalloped Hammerhead». Frontiers in Marine Science. 5. ISSN 2296-7745. doi:10.3389/fmars.2018.00321. Consultado em 21 de abril de 2023. Cópia arquivada em 9 de abril de 2023
30. ↑  «CITES listings». Consultado em 13 de abril de 2023. Cópia arquivada em 15 de março de 2023
31. ↑  Extinção Zero. Está é a nossa meta (PDF). Belém: Conservação Internacional - Brasil; Museu Paraense Emílio Goeldi; Secretaria do Estado de Meio Ambiente, Governo do Estado do Pará. 2007. Consultado em 2 de maio de 2022. Cópia arquivada (PDF) em 2 de maio de 2022
32. ↑  Lista das Espécies da Fauna Ameaçada de Extinção em Santa Catarina - Relatório Técnico Final. Florianópolis: Governo do Estado de Santa Catarina, Secretaria de Estado do Desenvolvimento Econômico Sustentável, Fundação do Meio Ambiente (FATMA). 2010
33. ↑  de Marques, Ana Alice Biedzicki; Fontana, Carla Suertegaray; Vélez, Eduardo; Bencke, Glayson Ariel; Schneider, Maurício; Reis, Roberto Esser dos (2002). Lista de Espécies da Fauna Ameaçadas de Extinção no Rio Grande do Sul - Decreto Nº 41.672, de 11 de junho de 2002 (PDF). Porto Alegre: Museu de Ciências e Tecnologia da Pontifícia Universidade Católica do Rio Grande do Sul; PANGEA - Associação Ambientalista Internacional; Fundação Zoo-Botânica do Rio Grande do Sul; Secretaria Estadual do Meio Ambiente (SEMA); Governo do Rio Grande do Sul. Consultado em 2 de abril de 2022. Cópia arquivada (PDF) em 31 de janeiro de 2022
34. ↑  «Decreto N.º 51.797, de 8 de setembro de 2014» (PDF). Porto Alegre: Estado do Rio Grande do Sul Assembleia Legislativa Gabinete de Consultoria Legislativa. 2014. Consultado em 2 de maio de 2022. Cópia arquivada (PDF) em 16 de março de 2022
35. ↑  «Lista Oficial das Espécies da Fauna Ameaçadas de Extinção do Estado da Bahia.» (PDF). Secretaria do Meio Ambiente. Agosto de 2017. Consultado em 1 de maio de 2022. Cópia arquivada (PDF) em 2 de abril de 2022
36. ↑  «Livro Vermelho da Fauna Brasileira Ameaçada de Extinção» (PDF). Brasília: Instituto Chico Mendes de Conservação da Biodiversidade (ICMBio), Ministério do Meio Ambiente. 2018. Consultado em 3 de maio de 2022. Cópia arquivada (PDF) em 3 de maio de 2018
37. ↑  «Portaria MMA N.º 148, de 7 de junho de 2022» (PDF). Instituto Chico Mendes de Conservação da Biodiversidade (ICMBio), Ministério do Meio Ambiente (MMA). Consultado em 14 de abril de 2023. Cópia arquivada (PDF) em 1 de março de 2023
38. ↑  «Sphyrna lewini (Griffith & Smith, 1834)». Sistema de Informação sobre a Biodiversidade Brasileira (SIBBr). Consultado em 18 de abril de 2022. Cópia arquivada em 21 de abril de 2023
39. 1 2  Santos, Catarina C.; Coelho, Rui (6 de junho de 2018).  Tserpes, George, ed. «Migrations and habitat use of the smooth hammerhead shark (Sphyrna zygaena) in the Atlantic Ocean». PLOS ONE (em inglês). 13 (6): e0198664. ISSN 1932-6203. PMC 5991395. PMID 29874297. doi:10.1371/journal.pone.0198664. Consultado em 21 de abril de 2023. Cópia arquivada em 18 de abril de 2023
40. ↑  Chapman, Demian D.; Pinhal, Danillo; Shivji, Mahmood S. (1 de dezembro de 2009). «Tracking the fin trade: genetic stock identification in western Atlantic scalloped hammerhead sharks Sphyrna lewini». Endangered Species Research (em inglês). 9 (3): 221–228. ISSN 1863-5407. doi:10.3354/esr00241. Consultado em 21 de abril de 2023. Cópia arquivada em 11 de abril de 2023
41. ↑  Kinney, Michael John; Simpfendorfer, Colin Ashley (2009). «Reassessing the value of nursery areas to shark conservation and management». Conservation Letters (em inglês). 2 (2): 53–60. ISSN 1755-263X. doi:10.1111/j.1755-263X.2008.00046.x. Consultado em 21 de abril de 2023
42. ↑  Cuevas‐Gómez, Gabriela Alejandra; Pérez‐Jiménez, Juan Carlos; Méndez‐Loeza, Iván; Carrera‐Fernández, Maribel; Castillo‐Géniz, José Leonardo (2020). «Identification of a nursery area for the critically endangered hammerhead shark (Sphyrna lewini) amid intense fisheries in the southern Gulf of Mexico». Journal of Fish Biology (em inglês). 97 (4): 1087–1096. ISSN 1095-8649. PMID 32691418. doi:10.1111/jfb.14471. Consultado em 21 de abril de 2023
43. ↑  Gallagher, Austin J.; Klimley, A. Peter (21 de julho de 2018). «The biology and conservation status of the large hammerhead shark complex: the great, scalloped, and smooth hammerheads». Reviews in Fish Biology and Fisheries. 28 (4): 777–794. ISSN 0960-3166. doi:10.1007/s11160-018-9530-5. Consultado em 21 de abril de 2023
44. ↑  Savage, Sam (19 de fevereiro de 2008). «Hammerhead Shark Makes Endangered Species List». redorbit.com. Consultado em 21 de abril de 2023. Cópia arquivada em 8 de abril de 2023
45. ↑  Briggs, Helen (28 de janeiro de 2021). «Extinction: 'Time is running out' to save sharks and rays». BBC News. Consultado em 21 de abril de 2023. Cópia arquivada em 29 de março de 2023
46. ↑  Richardson, Holly (27 de janeiro de 2021). «Shark, ray populations have declined by 'alarming' 70 per cent since 1970s, study finds». ABC News. Australian Broadcasting Corporation. Consultado em 21 de abril de 2023. Cópia arquivada em 8 de abril de 2023